# 小行星4308
小行星4308（英語：4308 Magarach）是一颗围绕太阳公转的小行星。1978年8月9日，尼古拉·切爾尼赫在克里米亚发现了此天体。
这颗小行星的绝对星等为92.94630377006857等。